# Panzerkampfwagen VI Tiger
Panzerkampfwagen VI Tiger, vanligen kallad Tiger I, var en tysk tung stridsvagn som utvecklades 1942 och användes under andra världskriget. Den slutgiltiga officiella beteckningen var Panzerkampfwagen VI Tiger Ausf.E.  Tiger I gav Wehrmacht sin första stridsvagn utrustad med en 88 mm-kanon: 8,8 cm KwK 36 L/56. Under krigets gång användes Tiger I i strid på alla tyska fronter. Vanligtvis ingick den i fristående stridsvagnsbataljoner, vilket visade sig vara mycket effektivt.
Även om Tiger I var en mycket avancerad design var den samtidigt mycket komplicerad. Stridsvagnen använde dyra material och arbetsintensiva produktionsmetoder. Totalt 1 347 stycken byggdes mellan augusti 1942 och augusti 1944 (cirka 56 vagnar per månad). Tiger I hade en tendens att drabbas av vissa typer av fel på larvfötterna och hade en begränsad aktionsradie på grund av hög bränsleförbrukning. Den var dyr att underhålla men generellt mekaniskt pålitlig. Stridsvagnen var också svår att transportera, och kunde immobiliseras när lera, is och snö fryste mellan sitt överlappande och ihopvävda Schachtellaufwerk-mönster i hjulen, i både menföre och efterföljande rysk vinter, vilket ofta kunde göra att hjulen fastnade helt. Produktionen fasades ut under 1944 till fördel för Tiger II (Königstiger).
Stridsvagnen gavs sitt smeknamn "Tiger" av Ferdinand Porsche, och den romerska siffran lades till efter att den senare Tiger II började produceras. Den första officiella beteckningen var Panzerkampfwagen VI Ausführung H (‘Panzer VI version H’, förkortat PzKpfw VI Ausf. H), med krigsmaterielsbeteckning SdKfz 182, men stridsvagnen döptes om till PzKpfw VI Ausf. E i mars 1943, med krigsmaterielsbeteckning SdKfz 181.
Idag finns bara en handfull stridsvagnar kvar i museum och utställningar världen över. The Tank Museums "Tiger 131" är idag den enda Tiger som restaurerats till fungerande skick. Just denna stridsvagn har bland annat medverkat i filmen Fury.

## Utveckling

Tidiga utvecklingsprojekt som ledde fram till Tiger I

1937 begärde Waffenamt att Henschel skulle utveckla en tung genombrottsstridsvagn som skulle vara 50 % tyngre än PzKpfw IV och skyddas av ett pansar på upp till 50 mm tjockt, de första modellerna av PzKpfw IV hade en maximal tjocklek på sitt pansar på 20 mm som jämförelse. Durchbruchwagen I var den första prototypen från detta arbete. Prototypen hade ett bandaggregat med fem bärhjul och drevs av en Maybach HL 120 motor, inget torn monterades på prototypen men beväpningen var tänkt att utgöras av en 7,5 cm KwK 37. 1938 beställdes en förbättrad prototyp Durchbruchwagen II.
Den 9 september 1938 beställde Waffenamt utvecklingen av en stridsvagn dom uppfyllde specifikationen VK3001 av Henschel. VK3001(H) baserade på prototypen till Durchbruchwagen II, den stora skillnaden var att de överlappande bärhjulen i bandaggregatet infördes. Den första prototypen var färdig i början av 1940 och en förserie beställdes. I maj 1941 bestämde man sig för att överge utvecklingen till förmån för den tyngre VK3601 som hade högre krav på att kunna bekämpa andra stridsvagnar. 1939 fick Ferdinand Porsche ett kontrakt på att utveckla en stridsvagn som uppfyllde specifikationen VK3001. VK3001(P) drevs av två luftkylda motorer och hade en elektrisk kraftöverföring.
Utvecklingen av Tiger I startade 1937 och den första vagnen levererades i juli 1942. Henschel och Ferdinand Porsche hade mellan 1937 och 1941 utformat koncept och prototyper av olika medeltunga och tunga stridsvagnar. 26 maj 1941 beordrade Hitler både Porsche och Henschel att lägga fram sina förslag till en tung stridsvagn som skulle vara redo sommaren 1942. Krupp fick ansvaret att producera huvudbeväpning och torn för både Porsches och Henschels förslag. Vapenprogrammet fick benämningen Tigerprogram. Både Henschel och Porsche baserade sin design på tidigare prototyper. Den nya 45 ton tunga stridsvagnen skulle beväpnas med en 88 mm KwK L/56 (KampfwagenKanone, L/56 innebär att eldröret är 56 kalibrar lång = 4,928 m), en kanon baserad på den berömda luftvärnskanonen 8,8 cm FlaK 36.
Utvecklingen av Porsches förslag gick betydligt fortare än Henschels vagn, då Porsche redan påbörjat ett fristående projekt för en tung stridsvagn 1940. Henschels förslag var mindre avancerat och återanvände komponenter från tidigare projekt. Henschel beslutade även att man vill testa med både 88 mm kanonen och den mindre 7,5 cm KwK 42 L/70 som senare användes på Panthern, men till slut beslutade man sig för att satsa på 88:an. 19 april 1942 färdades de båda prototyperna för egen maskin från en järnvägsstation till provfältet vid Rastenburg, med ett antal stopp för reparationer. Prototyperna presenterades för Hitler dagen efter. I juli genomgick prototyperna omfattande tester vid stridsvagnsskolan i Berka, Tyskland. Testerna visade att Porschevagnens bensinelektriska drivlina inte höll måttet, medan Henschels vagn fungerade utmärkt. I juli godkändes Henschels Tiger och produktionen startade hos Henschel und Sohns fabrik i Kassel.

## Egenskaper
Tiger I var beväpnad med den kraftiga 88 mm-kanonen som från början var en luftvärnskanon, 88 mm FlaK 36 L/56 som utvecklades av Krupp och Bofors i Sverige under mellankrigstiden (utveckling av luftvärn var inte tillåtet i Tyskland efter första världskriget, så tyska utvecklingsteam for utomlands). Kanonen var upphängd något höger om tornets mittlinje och avfyrades elektriskt. Riktning av tornet skedde hydrauliskt med handhjul för fininställning i sidled och elevation. Tornet kunde svänga i 360 grader, såväl medsols som motsols.
Tigern hade en MG34 monterad fram i chassit och en MG34 monterad koaxialt med kanonen.
Tigern hade plats för 96 granater (patroner), normalt uppdelade på hälften pansarbrytande projektiler och hälften spränggranater mot mjuka mål. Pzgr. 39 kunde slå igenom 100 mm pansar i 30 graders vinkel på ett avstånd av 1 000 meter medan Pzgr. 40 med volframkärna lätt slog igenom 170 mm pansar på kort håll och 110 mm på 2 000 meter.
Det tjocka pansaret gjorde att Tigern i princip inte kunde förstöras av de flesta allierade stridsvagnar framifrån. Den amerikanska M4 Sherman med sin 75 mm kanon och ryska T-34/76 måste in på väldigt nära håll för att kunna penetrera Tigerns pansar, och detta var ingen lätt uppgift då Tigern rapporterats kunna slå ut T-34-stridsvagnar på 3 900 meters håll. Britternas tumregel för Tigerbekämpning var att det behövdes tre Shermanstridsvagnar för att slå ut en Tiger, och då skulle enbart en Sherman klara sig.[källa behövs] Strategin från de amerikanska pansarvagnsförbanden gick ut på att man närmade sig en Tiger-stridsvagn med två Sherman-stridsvagnar, snett framifrån från varsitt håll, och att en tredje Sherman stridsvagn sedan smög runt bakom Tiger-stridsvagnen för att slå ut den från motorhållet eller sidan, där pansaret var tunnare (80 mm) än i fronten (100 mm). Tigerns svaghet var motorn som krävde ständigt underhåll.
De flesta Tigrar förstördes av sin egen besättning efter att banden blivit avskjutna eller motorn gått sönder. Tigrarna var liksom alla andra stridsvagnar även sårbar för flygangrepp då pansaret på ovansidan var relativt tunt för att spara vikt.
Efter september 1943 var Tigrarna täckta med zimmerit som skydd mot magnetminor (bland de allierade användes dock magnetminor endast av de sovjetiska trupperna).
Tigern hade fem mans besättning: vagnchef, skytt, laddare, radioman (som även bemannade kulsprutan i chassit) och förare. Vagnchefen och skytten satt till vänster om kanonen medan laddaren satt till höger. Föraren satt fram till vänster med radiomannen till höger om sig.
De första 250 Tigrarna hade en 12-cylindrig 21 liters Maybach HL210 P45-bensinmotor på 590 hästkrafter och denna räckte knappast till att driva fram den tunga Tigern i terrängen. En modifierad motor på 700 hk på 23,88 liter togs fram och började användas från maj 1943. Ljudet av Tigerns motor som startar var mycket distinkt och välkänt för allierade soldater.
Styrningen sköttes med en ratt som kontrollerade den hydrauliska servon. Bromsspakar fanns att använda för styrning i nödfall eller för att få till en mindre svängradie än den som gavs av hydraul-systemet.
Tigern hade åtta växlar framåt och växellådan var hydrauliskt manövrerad. Växellådan hade en förväljare (man valde först vilken växel man ville växla till och sedan trampade man på en pedal så växlade lådan) och var halvautomatisk.
Bandaggregaten bestod av ett främre drivhjul med 20 kuggar, ett frisnurrande hjul bak vars fästpunkt kunde flyttas framåt eller bakåt för att spänna bandet, och 16–24 bärhjul vars 8 axlar var monterade på torsionsfjädrade pendelarmar. Med ett bandaggregat på var sida hade vagnen totalt 16 bärhjulsaxlar med 24–32 bärhjul. En intressant detalj är att bärhjulens pendelarmar pekade framåt på vänster sida och bakåt på höger sida. Detta ovanliga arrangemang användes då utrymmesbrist i skrovet på grund av det stora antalet torsionsfjädrar (1 fjäder för var och en av de 16 hjulaxlarna) gjorde det omöjligt att montera pendelarmarna i det traditionella "eftersläpande" utförandet på båda sidor av vagnen.
Antalet bärhjul per axel varierade mellan två och tre då Tigern hade två olika bandstorlekar, transportband som var 520 mm breda (två hjul/axel) och stridsband som var 720 mm breda (tre hjul/axel). Konstruktionen med överlappande bärhjul gjorde att lera, is och stenar lätt fastnade mellan hjulen, vilket kunde leda till att banden låste sig.[källa behövs] Å andra sidan gav upphängningen en relativt stillsam färd jämfört med andra konstruktioner. Man hade också problem med att banden hamnade snett på hjulen och låste sig.[källa behövs]  De kraftiga banden gjorde också att det inte var helt enkelt att få loss dem när det fastnat, då spänningarna blev så höga att det inte gick att slå ur sprintarna, utan man fick istället spränga sönder dem eller oftare skära isär banden med skärbrännare. Två Tigrar behövdes för att bogsera en stillastående kamrat, medan det behövdes tre stycken av tyska standardbärgaren, halvbandvagnen FAMO för att bogsera en Tiger.
Tidiga tigerstridsvagnar kunde köra under upp till 4 meter vatten i 2,5 timmars tid med hjälp av en snorkel. Denna möjlighet slopades efter de 500 första vagnarna och senare versioner kunde endast ta sig genom 1,3 meter vatten, men detta krävde troligen betydligt mindre förberedelsetid.

## Varianter

### Huvudvarianten
Tigern designerades från början som PanzerKampfwagen VI H (8.8 cm) Ausf H1 – SdKfz 182 (SonderKraftFahrZeug, ungefär specialmotorfordon). Beteckningen ändrades 1943 till Ausf E – SdKfz 181 men kallades allmänt för Tiger, Tiger I och PzKpfw VI. Officiellt producerades endast en version av Tigern, men modifieringar gjordes ständigt under tiden den producerades. Baserat på modifikationerna kan man dela in Tigern i tre modeller, tidigt, mellan och sen. Sena Tigrar skiljde sig en aning från tidiga och hade gemensamma delar med Panther och Tiger II. Många äldre Tigrar uppgraderades med nya komponenter.
De första Tigerstridsvagnarna var redo i augusti 1942 och från juli 1942 till augusti 1944 byggdes endast 1355 Tigrar. Anledningen till att det inte blev fler var skyhöga produktionskostnader och komplicerad konstruktion.

### Prototyper

#### Prototyper från Henschel
- VK.3001(H)
- VK.3601(H)
- VK.4501(H) Den prototyp som till slut ledde vidare till produktionsmodellen.

#### Prototyper från Porsche
- VK.3001(P)
- VK.4501(P) Har två bensinmotorer från Porsche som via generator driver två elmotorer.

### Vidareutvecklingar på chassiet

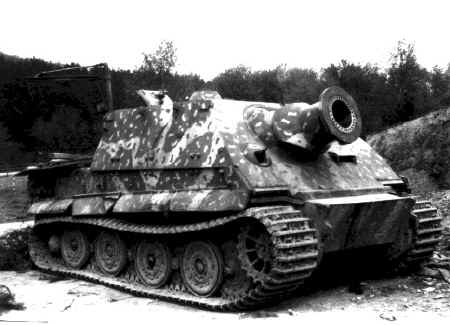
Sturmtiger

#### Ferdinand
Se även huvudartikeln Ferdinand
Pansarvärnskanonvagn byggd på Porsches prototyper till Tigern. Namngavs efter Ferdinand Porsche.

#### Elefant
Se även huvudartikeln Elefant
Moderniserad variant av Ferdinand, bland annat med närskydd och kupol för vagnchefen.

#### Sturmtiger
Med en 38cm SturmMörser RW61 L/5.4 i en stor lådformad överbyggnad var dess primära uppgift att ge stödeld för infanteri i strider i stadsbebyggelse.
Totalt byggdes 18 stycken skadade Tigrar om till Sturmtigrar.

## Organisation
Tigrar fanns i tunga stridsvagnskompanier och bataljoner både i Wehrmacht (armén) och Waffen-SS. De första Tiger-kompanierna hade 9 vagnar per kompani, men detta utökades till 14 i mitten av 1943. Samma år organiserades Tiger-bataljoner om 45 vagnar. Arméns enheter (sPzAbt, schwere Panzer Abteilung) numrerades från 501 till 510 och Waffen-SS bataljonerna fick nummer 101 till 103. Dessa anslöts till pansarregementena i LSSAH, Das Reich och Totenkopf-divisionerna och så småningom också till Grossdeutschland. Under krigets gång formerades överlevande Tigrar i andra mindre enheter efter behov.

## I strid
Första gången Tigrar insattes i strid var den 29 augusti 1942 och 21-22 september utanför Leningrad. Striden gick inget vidare för Tigrarna beroende på dåligt lämpad terräng för tunga stridsvagnar och mekaniska problem. Faktum är att det gick så dåligt att ryssarna lyckades erövra en Tiger. Efter detta så togs en doktrin fram för användandet av det nya vapnet och i fortsättningen gick det bättre. I december 1942 insattes Tigrar i vid Tunis i Nordafrika.
Jag har inspekterat slagfältet vid Fais Pass i Tunisien tillsammans med styrkan som återtog fältet. Inspektion av våra stridsvagnar som förstörts visar att 88 mm kanonen slog igenom tornet fram och fortsatte ut igen på baksidan. Få kratrar har hittats vilket torde indikera att alla träffar har penetrerat – Rapport från amerikansk överste i Tunisien 1943.
Tigern kunde förstöra Sherman-, T-34- och Churchill IV-vagnar på avstånd över 1 600 meter. Som jämförelse kunde T-34:ans 76,2 mm kanon inte penetrera Tigerns pansar frontalt på något avstånd och måste inom 500 meter för att kunna göra verkan från sidan. T34:an med 85 mm kanon kunde förstöra en Tiger från sidan på cirka 1 000 meters håll. Sovjets svar på Tigern, IS-2 med sin 122 mm kanon kunde förstöra Tigern på över 1 000 meter från alla håll. M4 Shermans 75 mm kanon kunde inte penetrera Tigern frontalt och måste inom 500 meter för att slå ut den från sidan. Den brittiska 17-pundskanonen som användes i Sherman Firefly kunde slå ut Tigern på 1 500 meter medan den amerikanska 76 mm inte kunde tränga igenom frontpansaret och måste vara inom 1 000 meter för att slå igenom sidopansaret.
Ju kortare avstånd mellan kanon och mål desto högre genomslagsförmåga får projektilen. Tigerns 88 mm kanon hade extremt hög penetreringsförmåga vilket gav Tigern möjligheten att slå ut fiender på längre håll än dessa kunde bekämpa Tigern vilket tvingade de allierade att försöka flankera Tiger-enheter för att överhuvudtaget ha en chans.
Tigern hade en topphastighet på väg på 38 km/h jämfört med IS-2:s 37 km/h. Båda var betydligt långsammare än de medeltunga vagnarna (Panther, T-34). De tidigaste Tigrarna kunde komma upp i 45 km/h men man hängde på varvtalsbegränsare för att skona motorerna. Den komplicerade designen gjorde att Tigern var ett problembarn under hela kriget. Det var standard att Tiger-enheterna hade tre fjärdedels styrka medan den resterande fjärdedelen stod på verkstaden. Det var sällsynt att en Tiger-enhet klarade en vägmarsch utan att åtminstone en vagn rasade. Den höga vikten gjorde att många broar inte höll och detta ledde till en tidsödande procedur för att förbereda vagnen för vadning. Bränsletörsten gjorde också att Tigern hade dålig räckvidd. En intressant sak är dock att de enorma banden gjorde att den hade lägre marktryck än de flesta andra stridsvagnar, som till exempel T-34:an.
Dessa problem uppvägdes dock av kanonen och pansaret som fruktades av alla Tigerns motståndare. När det gällde taktiskt försvar var problemen med förflyttning inte av så stor vikt och det krävdes oftast skickliga allierade befäl och dessutom att man offrade några vagnar för att kunna flankera och slå ut en Tiger. Brittiska armén räknade med att det behövdes 5 Shermans för att slå ut en Tiger och då skulle man bara ha en Sherman kvar efteråt.[källa behövs]
Några Tiger-enheter kom över förhållandet 10:1 i utslagna stridsvagnar, men på grund av den ytterst begränsade tillgången på Tigrar hjälpte detta inte kriget för tyskarnas del.
Tigern sattes in på alla fronter innan krigsslutet och fruktades av de allierade så till den milda grad att man började kalla det tiger-fobi. Moralen på båda sidor påverkades starkt när Tigrarna dök upp, tyskarna kände sig säkrare medan de allierade soldaterna började tro att allt de såg var Tigrar, särskilt senare modeller av Panzerkampfwagen IV.
Tiger-fobin var befogad med tanke på Tigerns bedrifter i händerna på kompetenta besättningar. Till exempel engagerade en ensam Tiger under befäl av SS-Oberscharführer Staudegger en grupp om ca 50 T-34:or vid Psyolknee i närheten av Kursk och slog ut 22 T-34or medan resten flydde. Den 8 augusti 1944 slog Willi Fey med sin enda Tiger ut alla 15 brittiska Shermans i en pansarkolonn. Pansaresset Michael Wittmann en kompanichef från Schwere SS-Panzer-Abteilung 101 slog under en dag ut två dussin brittiska Shermans och Cromwells i slaget vid Villers-Bocage. Myten säger att han gjorde det ensam, men det var endast under början av slaget. Engelska källor rapporterar att de slog ut 4 Tigrar och 3 PzKpfW IV. Motattacken stoppade hela den 7:e Pansardivisionen i två veckor.
Det fanns mer än 10 Tiger-befäl med över 100 utslagna fiender, bland dessa kan man nämna pansaresset Otto Carius med omkring 170 förstörda stridsvagnar, Johannes Bölter med 139+ förstörda vagnar, pansaresset Kurt Knispel med 168+ förstörda och pansaresset Michael Wittmann med 138+ förstörda stridsvagnar och därtill oräkneliga pansarvärnskanoner och andra fordon.

## Bevarade exemplar

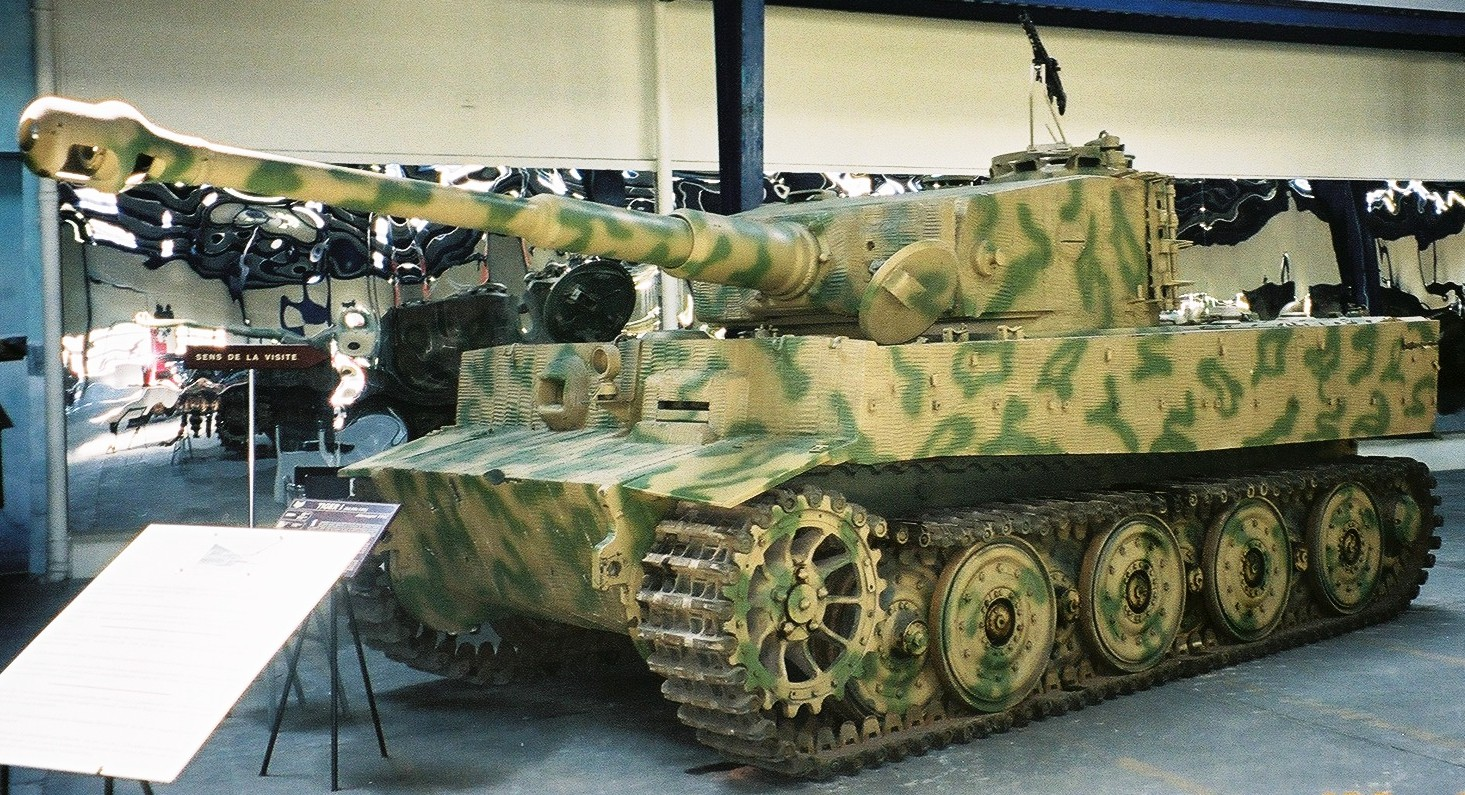
Tiger I, Musée des Blindés. Notera de relativt smala transportbanden samt att bandaggregatets yttersta fyra bärhjul saknas, likaså de stänkskydd som normalt sitter på skrovets sida.

- The Tank Museum (Storbritannien)

Bevarad Tiger som har restaurerats vid The Tank Museum
- Vimoutiers (Frankrike)
- Musée des Blindés (Frankrike)
- Kubinka stridsvagnsmuseum (Ryssland)
- Militärhistoriska museet, Lenino-Snegiri (Ryssland)
- Aberdeen US Army Ordnance Museum, MD (USA)

Det här exemplaret har tidigare varit utlånad till Deutsches Panzermuseum, Munster(Tyskland)